# Johann Friedrich Karl Maximilian von Ostein
Johann Friedrich Karl Maximilian Amor Maria Graf von Ostein (* 12. April 1735 in Sankt Petersburg; † 25. April 1809 in Aschaffenburg) stammte aus dem Adelsgeschlecht derer von Ostein.

## Herkunft
Seine Eltern waren der Diplomat und Reichshofratspräsident Johann Franz Heinrich Carl von Ostein (1693–1742) und dessen Ehefrau die Gräfin Maria Anna Carolina Josepha Johanna von Berlepsch (1707–1737).

## Leben
Aus dem elterlichen Erbe stammten die Herrschaften Datschitz und Maleschau in Böhmen sowie weitere Ländereien. Datschitz hatten die Osteins 1710, Maleschau 1728 gekauft. 1751 wurde er vom Erzbischof und Kurfürst von Mainz und Bischof von Worms, seinem Onkel, Johann Friedrich Karl von Ostein, mit den Rittergütern in Bernterode und Ascherode im Eichsfeld belehnt. 1763 beerbte er seinen Onkel, den Kurfürsten von Mainz, und verfügte, damals 28-jährig, über ein sehr großes Vermögen. Ab 1764 errichtete Johann Friedrich das Jagdschloss Niederwald, erschloss den umliegenden Wald mit einer Zufahrtsallee und einem Wegenetz und schuf so den Landschaftspark Niederwald bei Rüdesheim am Rhein. Bereits zwei Jahre später begann der Bau des Palais Ostein in Geisenheim.

## Familie
Johann Friedrich Karl Maximilian heiratete Maria Anna Luise von Dalberg (* 8. August 1739 in Mainz; † 20. März 1805), eine Tochter des Friedrich Anton Christoph von Dalberg zu Hessloch, Mommenheim und Gabsheim (* 29. April 1709; † 15. Juli 1775), Burgmann in Friedberg, kurpfälzischer Oberamtmann in Veldenz, kurmainzischer Geheimer Rat und Vizepräsident, seit 1741 Hauptmann der Ritterschaft des Ritterkantons Oberrhein und von Sophie Elisabeth, Tochter von Franz Philipp Kaspar Wambolt von Umstadt und der Charlotte von Kesselstatt (* 1720 oder 1721; † 19. November 1796). (Weitere Angaben zur Verwandtschaft: hier). Das einzige Kind, das aus der Ehe hervorging, eine Tochter, starb bereits im Alter von vier Jahren. Titel und Erbe erhielt sein Neffe Friedrich Karl Anton von Dalberg.